# Francisco Javier Chica Torres
Francisco Javier Chica Torres (Barcelona, 17 de maig de 1985) és un futbolista professional català que juga de defensa.

## Carrera esportiva
Chica va jugar al RCD Espanyol durant la seva joventut, que amb els seus dons físics i la seva polivalència com a lateral a totes dues bandes, li van donar l'oportunitat de debutar al primer equip al 15 d'octubre de 2006 contra el Vila-real CF a l'estadi del Madrigal, en un partit que va acabar en empat 0-0. La temporada 2011-12 va fitxar pel Real Betis Balompié.

## Palmarès

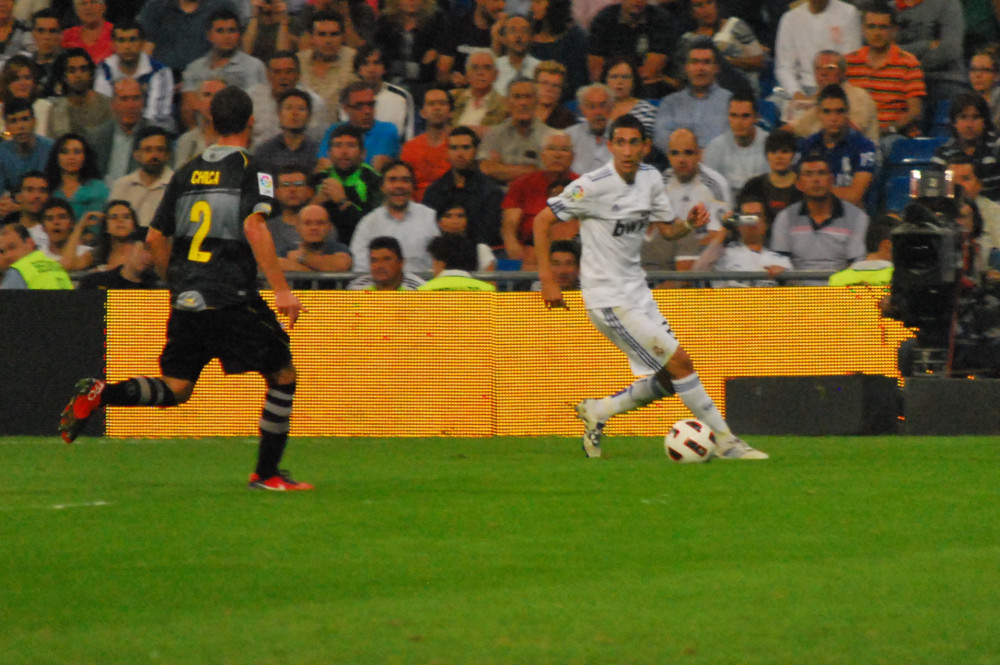
Chica amb l'Espanyol davant Di María.

| Títol                | Club                 | Any       |
| -------------------- | -------------------- | --------- |
| Copa del Rei Juvenil | RCD Espanyol Juvenil | 2002-2003 |
| Copa del Rei Juvenil | RCD Espanyol Juvenil | 2003-2004 |
| Meridian Cup         | Espanya              | 2003      |
| Eurocopa Sub-19      | Espanya              | 2004      |
| Copa Catalunya       | RCD Espanyol         | 2006      |
| Copa Catalunya       | RCD Espanyol         | 2010      |